# John J. Sullivan
Pour les articles homonymes, voir John Sullivan et Sullivan.
John Joseph Sullivan, né le 20 novembre 1959 à Boston (Massachusetts), est un diplomate et homme politique américain.
Membre du Parti républicain, il est ambassadeur des États-Unis en Russie de 2020 à 2022. Il est auparavant secrétaire d'État adjoint des États-Unis du 24 mai 2017 au 20 décembre 2019.

## Biographie

### Études et carrière d'avocat
Avocat de formation, Sullivan est diplômé d'un baccalauréat universitaire ès lettres de l'université Brown (1981) et d'un Juris Doctor de la Columbia Law School (1985). Il est assistant de justice pour David Souter, juge de la Cour suprême des États-Unis, avant de rejoindre le département de la Justice des États-Unis puis le cabinet Mayer, Brown, Rowe & Maw LLP en 1993.

### Vie privée
Joh Sullivan est marié à Grace Rodriguez. Le couple a trois enfants.

### Engagement politique

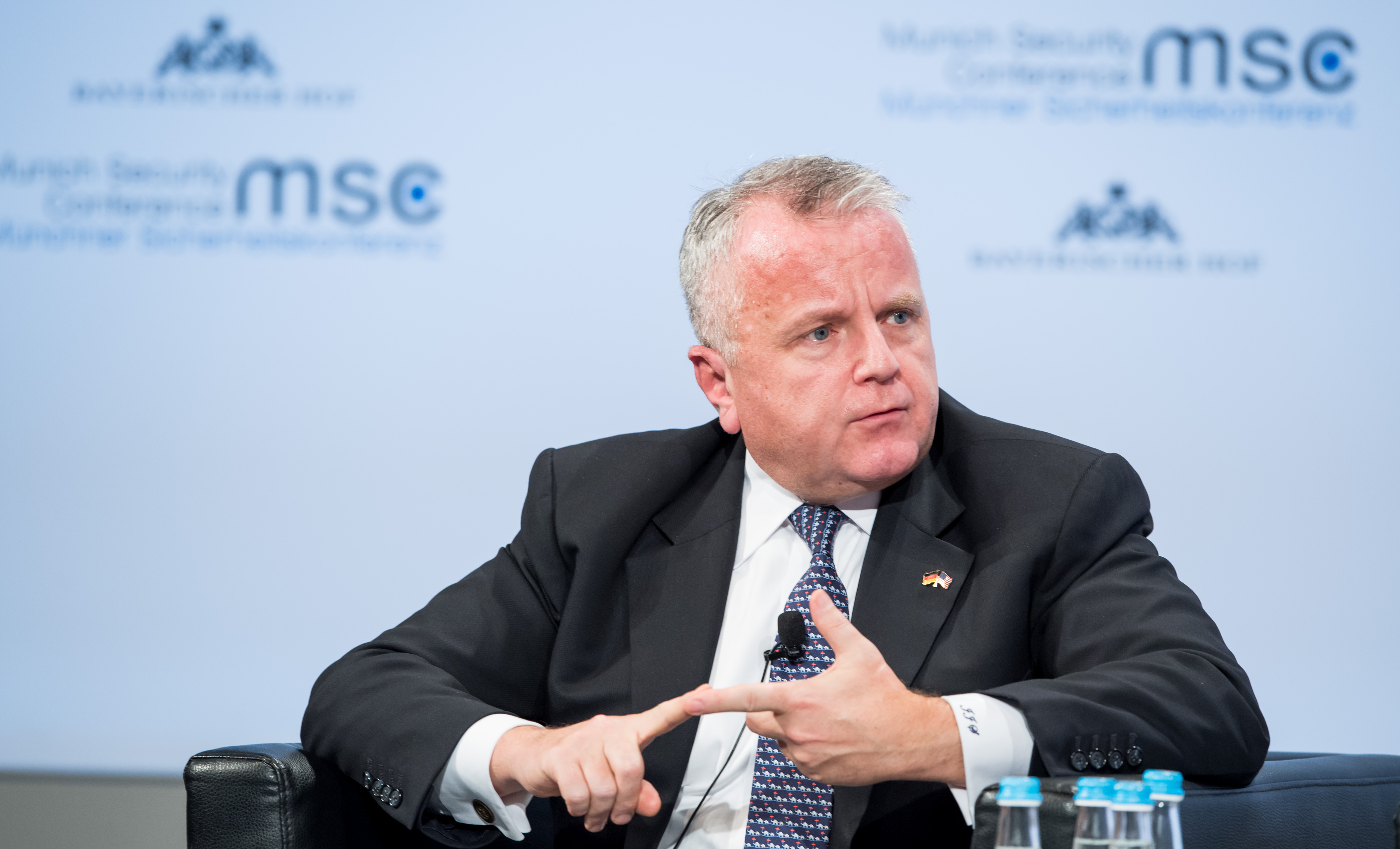
John Sullivan à la Conférence de Munich sur la sécurité le 17 février 2018.

Il entre dans l'administration du président George W. Bush comme secrétaire au Commerce adjoint, sous la direction du secrétaire Carlos Gutierrez, le 1er septembre 2007. Il quitte le poste le 20 janvier 2009, lorsque l'administration Obama entre en fonction.
Le 11 avril 2017, le président Donald Trump propose la nomination de Sullivan à la fonction de secrétaire d'État adjoint des États-Unis, ce que le Sénat confirme par 94 voix contre 6. À la suite de la démission de Rex Tillerson, il assure l'intérim en tant que secrétaire d'État des États-Unis entre le 1er avril et 26 avril 2018. Trump propose Sullivan pour diriger l'ambassade à Moscou le 11 octobre 2019, ce que le Sénat confirme par 70 voix contre 22. Il présente ses lettres de créance le 16 janvier 2020 à Vladimir Poutine, remplaçant Jon Huntsman, Jr., qui se déclare candidat pour le poste de gouverneur de l'Utah, qu'il occupe auparavant de 2005 à 2009.

## Source
- (en) Cet article est partiellement ou en totalité issu de l’article de Wikipédia en anglais intitulé « John J. Sullivan (diplomat) » (voir la liste des auteurs).